# محاکمه (فیلم ۱۹۹۳)
محاکمه (انگلیسی: The Trial) فیلمی به کارگردانی دیوید جونز محصول سال ۱۹۹۳ است که توسط بی‌بی‌سی ساخته شد. این فیلم بر اساس فیلم‌نامه‌ای از هارولد پینتر مقتبس از رمان محاکمه نوشتهٔ فرانتس کافکا ساخته شد.

## بازیگران
- کایل مک‌لاکلن - جوزف ک.
- آنتونی هاپکینز - کشیش
- جیسون روباردز - دکتر هالد
- جولیت استیونسون - فرولاین برستنر
- آلفرد مولینا - تایتورلی
- دیوید تیولیس - فرانتس
- مایکل کیچن - بلاک